# Chris Blanchard
Chris Blanchard (* 22. April 1971 in Montreal) ist ein ehemaliger kanadischer Skilangläufer. 

## Werdegang
Blanchard belegte bei den nordischen Skiweltmeisterschaften 1993 in Falun den 63. Platz über 10 km klassisch und den 61. Rang in der Verfolgung. Im März 1994 holte er in Thunder Bay mit dem 30. Platz über 50 km Freistil seinen einzigen Weltcuppunkt. Bei den nordischen Skiweltmeisterschaften 1995 in Thunder Bay lief er auf den 80. Platz über 10 km klassisch, auf den 52. Rang in der Verfolgung und auf den 42. Platz über 50 km Freistil. Mit der Staffel errang er dort den zehnten Platz. Seine besten Platzierungen bei den nordischen Skiweltmeisterschaften 1997 in Trondheim waren der 32. Platz über 30 km Freistil und der zehnte Rang mit der Staffel. Bei den Olympischen Winterspielen im folgenden Jahr in Nagano lief er jeweils auf den 56. Platz über 50 km Freistil und in der Verfolgung und auf den 51. Rang über 10 km klassisch. Zudem errang er dort zusammen mit Donald Farley, Robin McKeever und Guido Visser den 18. Platz in der Staffel. Im Januar 1999 holte er in Lake Placid über 10 km Freistil seinen einzigen Sieg im Continental-Cup.

## Siege bei Continental-Cup-Rennen
| Nr. | Datum           | Ort         | Disziplin      | Serie           |
| --- | --------------- | ----------- | -------------- | --------------- |
| 1.  | 29. Januar 1999 | Lake Placid | 10 km Freistil | Continental-Cup |

## Teilnahmen an Weltmeisterschaften und Olympischen Winterspielen

### Olympische Spiele
- 1998 Nagano: 18. Platz Staffel, 51. Platz 10 km klassisch, 56. Platz 50 km Freistil, 56. Platz 15 km Verfolgung

### Nordische Skiweltmeisterschaften
- 1993 Falun: 61. Platz 15 km Verfolgung, 63. Platz 10 km klassisch
- 1995 Thunder Bay: 10. Platz Staffel, 42. Platz 50 km Freistil, 52. Platz 15 km Verfolgung, 80. Platz 10 km klassisch
- 1997 Trondheim: 10. Platz Staffel, 32. Platz 30 km Freistil, 42. Platz 15 km Verfolgung, 46. Platz 10 km klassisch